# Steven Kalf
Pour les articles homonymes, voir Kalf.
Steven Kalf, né le 17 avril 1995 à Kuressaare, est un coureur cycliste estonien.

## Biographie
En 2011, Steven Kalf devient champion d'Estonie sur route dans la catégorie cadets (moins de 17 ans). Deux ans plus tard, il gagne ce titre chez les juniors (moins de 19 ans). Il commence ensuite à courir en France à partir de 2015 en rejoignant le club Creuse Oxygène. Bon routier-sprinteur, il s'impose à plusieurs reprises en deuxième catégorie en 2016,. 
Après une saison passée à l'UC Aubenas, il intègre l'ASPTT Nancy en 2018. Actif en première catégorie, il se distingue en remportant le Grand Prix de Saint-Etienne-lès-Remiremont et le classement général de la Ronde nancéienne. Il termine par ailleurs sixième de son championnat national chez les élites. 
En 2019, il est recruté par l'équipe continentale américaine Illuminate, pour aider son compatriote Martin Laas dans les sprints. 

## Palmarès et résultats

### Palmarès par année
- 2011
  -  Champion d'Estonie sur route cadets
  - 3e du championnat d'Estonie du contre-la-montre cadets
- 2013
  -  Champion d'Estonie sur route juniors
- 2018
  - Grand Prix de Saint-Etienne-lès-Remiremont
  - Ronde nancéienne
- 2019
  -  Médaillé de bronze de la course en ligne aux Jeux des Îles
- 2020
  - Grand Prix Roland Berland

### Classements mondiaux
| Année           | 2016   | 2017   | 2018   |
| --------------- | ------ | ------ | ------ |
| UCI Europe Tour | 1 433e | 1 911e | 1 015e |